# Smicridea aurra
Smicridea aurra är en nattsländeart som beskrevs av Oliver S. Flint Jr. 1991. Smicridea aurra ingår i släktet Smicridea och familjen ryssjenattsländor. Inga underarter finns listade i Catalogue of Life.